# Dan Plato
Daniel (Dan) Plato (ur. 5 października 1960) — południowoafrykański samorządowiec, od 2009 burmistrz Kapsztadu.
W latach osiemdziesiątych angażował się w działania przeciwko apartheidowi. W 1990 przystąpił do Partii Narodowej, później (od 1997) był członkiem Nowej Partii Narodowej. W 2002 znalazł się w szeregach Aliansu Demokratycznego. W 2006 wybrany radnym Kapsztadu. 12 maja 2009 objął obowiązki prezydenta miasta po tym, jak dotychczasowa burmistrz Helen Zille została zaprzysiężona na premiera Kraju Przylądkowego Zachodniego.